# OID
OID (od ang. object identifier) – unikatowy identyfikator obiektu, służy do odróżnienia obiektu od innych obiektów oraz do tworzenia odwołań do tego obiektu przez system. Użytkownik posługuje się nazwą obiektu, natomiast system zamienia ją na identyfikator. 
Pojęcie OID może odnosić się do ogólnoświatowego drzewa identyfikatorów opisującego obiekty takie jak instytucje, algorytmy, dokumenty i inne (OID ISO), jak również do każdego innego identyfikatora obiektu np. w aplikacji czy bazie danych.
W tym drugim przypadku OID zazwyczaj jest nadawany automatycznie przez system. Jest niezależny od wartości oraz atrybutów obiektu - wartości mogą ulec zmianie w przeciwieństwie do OID. OID jest stały przez całe życie obiektu.
Drzewo identyfikatorów ISO jest z założenia globalne. Drzewo ISO zaczyna się od trzech korzeni:
- 0 - przydzielane przez ITU-T (w praktyce wykorzystywana tylko gałąź 0.9.2342
- 1 - przydzielane przez ISO - najszerzej wykorzystywane
- 2 - przydzielane wspólnie przez ITU-T oraz ISO

Drzewo przydzielone dla Polski ma numer 1.2.616 i jest zarządzane przez Krajowy Rejestr Identyfikatorów Obiektów (KRIO).